# 小行星4592
小行星4592（4592 Alkissia）是一颗绕太阳运转的小行星，为主小行星带小行星。该小行星于1979年9月24日发现。

## 轨道参数
小行星4592的轨道半长轴为3.1896428 UA，离心率为0.160。